# Scilab
Scilab (výslovnost [ˈsaiˌlæb]) je volně šiřitelný program pro numerické výpočty podobný systému MATLAB. Program byl vytvořen francouzskými vědeckými institucemi INRIA a ENPC. Jeho licence umožňuje bezplatné používání. Od verze 5 je šířen pod svobodnou licencí CeCILL, kterou Free Software Foundation uvádí mezi licencemi kompatibilními s GPL.
Program umožňuje provádět jak jednoduchou aritmetiku (násobení čísel), tak náročné výpočty. Scilab je například používán pro statistické analýzy, zpracování obrazu, simulace fyzikálních a chemických jevů.

## Toolboxy
Toolboxy jsou souborem funkcí, které rozšiřují základní sadu funkcí Scilabu. Mohou být buď komerční a nebo, což je mnohem častější případ, open source či volně šiřitelné. Autoři těchto toolboxů jsou buď samotní autoři Scilabu nebo jiní programátoři, často z univerzitního prostředí.
Určité množství toolboxů je dodáváno se Scilabem a lze si při instalaci zvolit, zda budou nainstalovány. Jmenujme některé často používané toolboxy
- Signal Processing,
- Statistics,
- Simulated Annealing,
- Genetics Algorithms.

Základní sadu lze rozšířit doinstalováním nových toolboxů. Největší databází volně šiřitelných toolboxů je na stránkách autoru Scilabu v tzv. toolboxes center. Zde jsou toolboxy řazeny do kategorií a nalezneme toolboxy specializované například na: neuronové sítě, data mining, komunikaci GPIB, metodu konečných prvků apod.